# Championnat du monde de polo 1989
Navigation
Édition précédente Édition suivante
Le championnat du monde de polo 1989, deuxième édition du championnat du monde de polo, a lieu du 11 au 20 août 1989 à Berlin, en Allemagne de l'Ouest. Il est remporté par les États-Unis.